# アセン峰

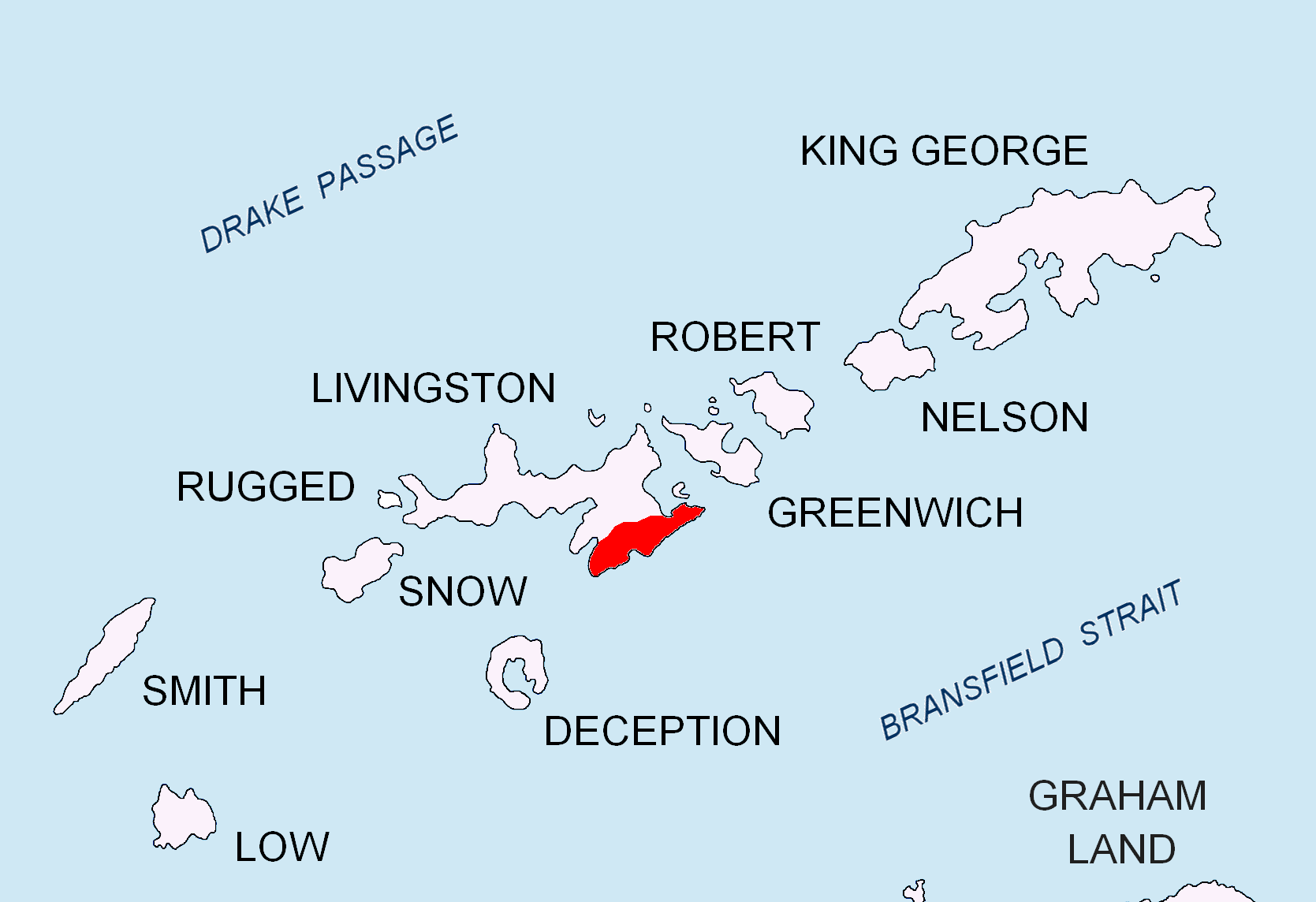
リヴィングストン島のタングラ山地の位置

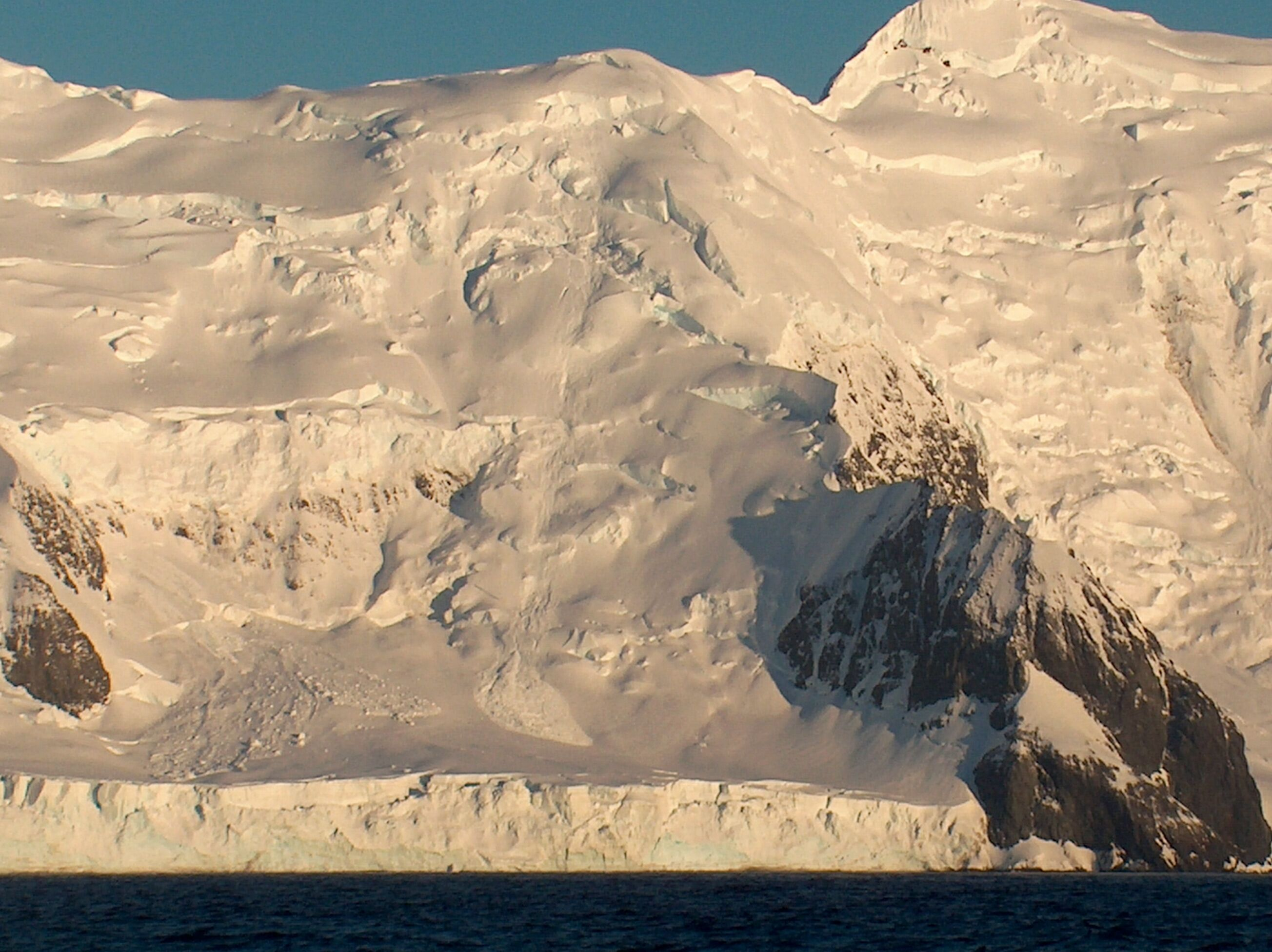
ブランスフィールド海峡から望むアセン峰。手前にドブルジャ氷河（左端から中央にかけて）と聖エフティミィ岩（右側）が見える。

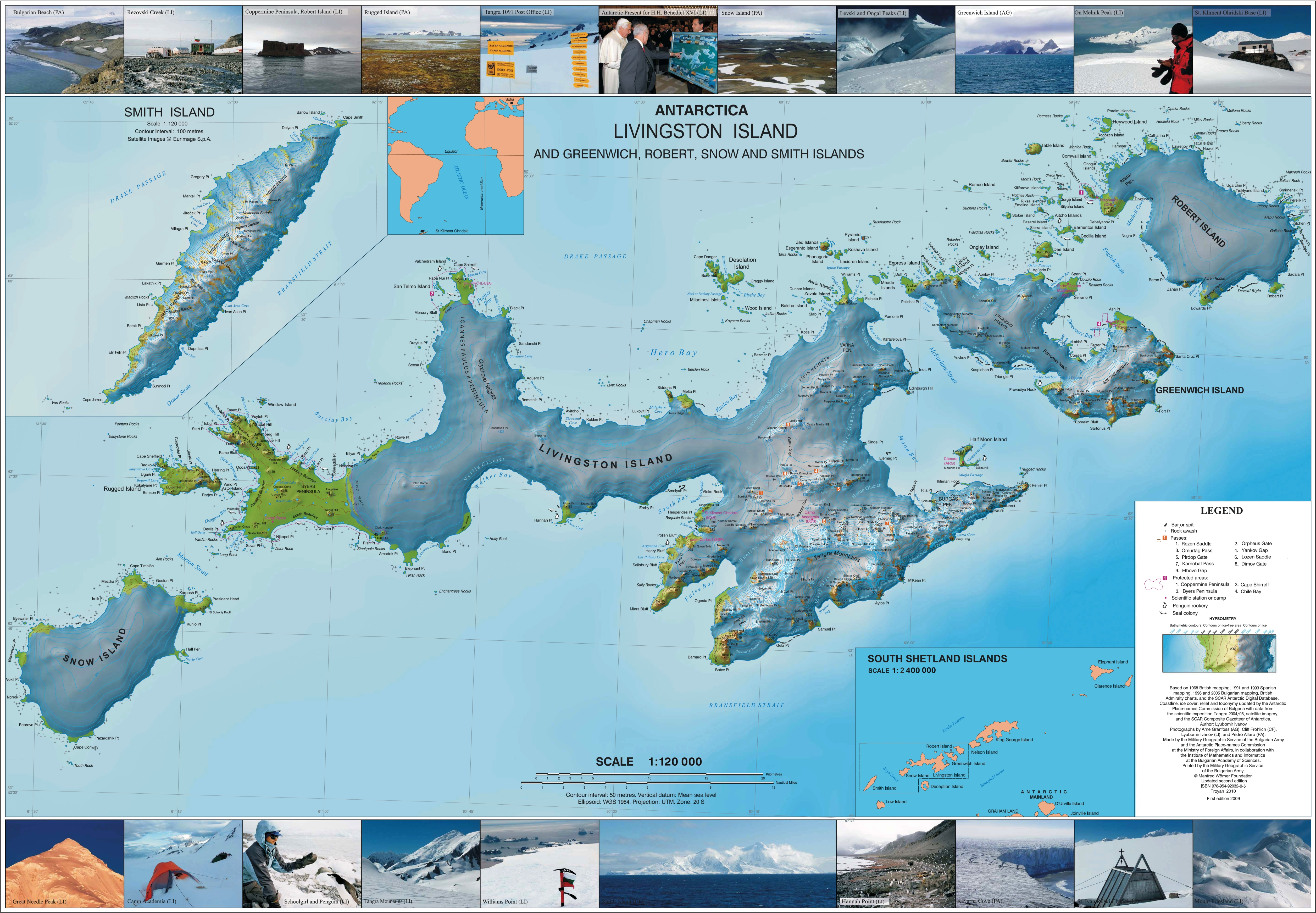
リヴィングストン島周辺の地形図

アセン峰 (英語: Asen Peak ブルガリア語: Асенов връх) は、南極海のサウス・シェトランド諸島中のリヴィングストン島東部にある山岳。山頂はタングラ山脈・デルチェフ尾根中にあり、標高810mである。山頂からは北西にイスカル氷河やブリュイ湾を、東南東にロポタモ氷河を、南にドブルジャ氷河を眺めることができる。この峰の名前は、12世紀末の第二次ブルガリア皇帝イヴァン・アセン1世に由来する。

## 位置
山頂は南緯62度38分50.5秒 西経59度56分25秒 / 南緯62.647361度 西経59.94028度座標: 南緯62度38分50.5秒 西経59度56分25秒 / 南緯62.647361度 西経59.94028度。これはデルチェフ峰の南南西770m、ルセ峰の東870m、聖エフティミィ岩の北北西870mの位置にあたる。

## 地図
- L.L. Ivanov et al. Antarctica: Livingston Island and Greenwich Island, South Shetland Islands. Scale 1:100000 topographic map. Sofia: Antarctic Place-names Commission of Bulgaria, 2005.
- L.L. Ivanov. Antarctica: Livingston Island and Greenwich, Robert, Snow and Smith Islands. Scale 1:120000 topographic map.  Troyan: Manfred Wörner Foundation, 2009.